# Ubuntu Edge
 (juin 2019).
- Si vous ne connaissez pas le sujet, laissez ce bandeau (vous pouvez alors contacter les auteurs).
- Si vous supprimez le contenu mis en cause (vous pouvez préalablement contacter les auteurs),

argumentez précisément cette suppression dans la page de discussion
(un manque de référence n'est pas un argument ; une recherche réelle de référence doit avoir été effectuée, être formellement documentée).
 (juin 2019).
Ubuntu Edge est un projet de smartphone haut de gamme développé par la société Canonical Ltd. et annoncé le 22 juillet 2013. Conçu pour proposer une alternative innovante face à la domination d’Apple (iPhone/iOS) et de Google (Android) sur le marché de la téléphonie mobile, il visait à offrir une convergence entre téléphone et ordinateur. Le projet a finalement été abandonné le 5 avril 2017, faute d’avoir réussi à trouver sa place dans le secteur.

## Concepts et lancement

### Contexte
Avec le lancement du premier iPhone par Apple en 2007, le marché de la téléphonie mobile se restructure. De nombreux acteurs lancent des projets de systèmes d'exploitation mobiles alternatifs tels que HP webOS en 2009, Tizen en 2011 et Firefox OS en 2012. 
En 2013, Apple et Google se partagent 90% du marché des smartphones. Ils remplacent des acteurs historiques tels que Symbian OS et Palm OS, et supplantent Windows Mobile (porté par Nokia) et Blackberry. Ces derniers détiennent actuellement la quasi-totalité des parts de marché sur smartphone à l'échelle mondiale, avec 71,9% pour android, et 27,68% pour iOS (Apple), soit 99,58% pour les deux réunis. 
Dans ce contexte, Canonical a lancé le projet Ubuntu Edge, un smartphone hybride capable de fonctionner sous Android et Ubuntu Touch. Une campagne de financement participatif sur Indiegogo visait à lever 32 millions de dollars pour son développement. Malgré des spécifications techniques prometteuses, la campagne n'a recueilli que 12,8 millions de dollars. Toutefois, le projet a considérablement accru la visibilité d'Ubuntu Touch et a suscité un intérêt pour l'intégration de Linux dans les appareils mobiles, soulignant les alternatives face à la domination d'Apple et Google.

### Principe du projet
Ubuntu Edge est un smartphone haut de gamme qui fonctionne en dual-boot avec Ubuntu Touch ou Android. Lorsque le smartphone est utilisé avec un moniteur, un clavier et une souris, il peut fonctionner comme un ordinateur de bureau classique sous Ubuntu.
Selon Mark Shuttleworth, PDG de Canonical, la convergence ergonomique, esthétique et applicative entre le téléphone mobile, l'interface de la tablette, la télévision et l'ordinateur est le chemin à prendre pour réaliser « le futur de l’ordinateur personnel ». Ubuntu Edge permet de tester cette convergence entre le système d'exploitation d'un ordinateur de bureau (dans le cas présent Ubuntu Linux) et les applications d'un smartphone. Les porteurs du projet souhaitent également démontrer à l'industrie de la téléphonie mobile ainsi qu'aux observateurs du monde open-source et des logiciels libres que des nouveaux acteurs (éditeurs, fondations, industriels) peuvent offrir de nouveaux systèmes d'exploitation pour les téléphones mobiles.
En effet, à côté du système iOS de la société Apple, de Windows Phone (Microsoft et Nokia), de BlackBerry OS et de la cohorte des smartphones fonctionnant sous Android (Google), comme les téléphones Nexus, il paraît possible d'intégrer les diverses applications et services activés par l'utilisateur final, dans un univers ergonomique homogène, ouvrant ainsi l'horizon à de nouvelles stratégies industrielles. Le développement du standard de programmation HTML5 et l'ubiquité des écrans tactiles ordonnent les machines communicantes autour d'un univers graphique et technique commun.

## Campagne de financements

### Lancement
Mark Shuttleworth, fondateur de Canonical, lance une campagne de financement pour la production de 40 000 unités de ce « superphone » par le biais du site de financement participatif Indiegogo. C'est le plus gros projet de financement participatif en 2013, avec un montant prévu de 32 millions de dollars américains, pour une durée d'un mois. Ubuntu Edge n'est pas destiné à être produit en masse après cette collecte de fonds.

### Résultats
Clôturée le 21 août 2013, la campagne de recherche de financements par des dons privés s'achève sur un résultat sujet à diverses interprétations.
Le smartphone était vendu en précommande à 695 $ US (520 €), voire plus selon les choix des donateurs. Ils pouvaient aussi donner 20 $ US, en soutenant l'opération en tant que « membres fondateurs ».
La campagne de financement s'élève à 12 809 906 $ US, c'est-à-dire environ 9 millions d'euros, donnés par 27 500 personnes (y compris le groupe Bloomberg qui a donné 80 000 $ US). Le montant total des dons est un record dans le monde du financement participatif, puisqu'aucune opération de ce genre n'a encore jamais permis par le passé d'atteindre une telle somme.

### Stratégie de communication
L'objectif de 32 millions de dollars américains n'a pas été atteint, malgré les 27 633 internautes donateurs. Ce projet avait pour vocation de développer un système d'exploitation sous Ubuntu capable de rivaliser avec ceux d'Apple et de Google. Ainsi, l'appareil devait inclure des composants avancés, (processeur multi-cœurs à 2,4 GHz, 4 Go de RAM, 128 Go de stockage, écran 4,5 pouces HD, double caméra, connectivité LTE, etc.) et rendre possible l'utilisation du téléphone comme un ordinateur de bureau (via un écran externe), ce qui n'était pas proposé par les concurrents à l'époque.
Le mode de financement s'appuie sur d'un plan de communication via les réseaux sociaux, tout en faisant appel aux donations (soutenu par l'acteur britannique Stephen Fry). 
Bien que l’objectif financier n’ait pas été atteint, Mark Shuttleworth affirme, dans un message publié sur le site Indiegogo, que l'opération a permis de faire entrer dans le Ubuntu Carrier Advisory Group un certain nombre d'acteurs majeurs de la téléphonie mobile mondiale.

## Abandon du projet
Le 5 avril 2017, Mark Shuttleworth annonce l'abandon d'Ubuntu Touch, en recentrant Ubuntu « vers le Cloud computing et l'internet des objets, plutôt que la téléphonie et la convergence ».